# Caquetío (taal)
Caquetío is een dode taal die behoort tot de Arawak-taalfamilie. De taal werd gesproken langs de oevers van het Maracaibo-meer, in de kustgebieden van de Venezolaanse staat Falcón en op de Nederlandse eilanden Aruba, Bonaire en Curaçao.
De Caquetíos en de Jirajara spraken een Arawak-taal en hun culturen vertoonde grote gelijkenissen. Het Arawak of Caquetío wordt een "spooktaal" genoemd omdat er geen tastbaar bewijs van is overgebleven. Alleen de naam bestaat nog, zoals vermeld in referenties uit 17e-eeuwse teksten.

## Naam
Een belangrijke ontdekking was de term kakïtho, gebruikt door de Lokono om te verwijzen naar "mensen" of "levende wezen", wat een bredere betekenis omvat dan de term loko. De lokono-term "kakïtho" is afgeleid van de Caquetío-term kaketío, en beide worden herleid tot Pre-Andes Maipuran-termen voor "persoon". De Piro (Yine taal) en Irupina gebruiken respectievelijk de termen kaxiti en kakiti om "mensen" aan te duiden. Gezien het wijdverbreide gebruik van deze term, wordt aangenomen dat deze is ontstaan uit Proto-Maipuran. Sommige suggereren dat de naam "Caquetío" afkomstig kan zijn van de Caqueta-rivier. De verkeerde spelling van "Caquetío" als "Caiquetio" komt voort uit een vroeg Spaans document.
In de 16e en 17e eeuw was de verzamling en studie van inheemse talen onregelmatig en ontbrak een systematische aanpak. Er zijn geen overgebleven documenten die specifiek gewijd zijn aan de syntaxis of grammatica van Arawak-talen uit die tijd. Pas in de late 18e eeuw begonnen taalkundigen Arawak-talen te bestuderen en classificeren.

## Oorsprong
De Proto-Equatoriale taal ontstond ongeveer 5000 voor onze jaartelling (v.o.j.) in Peru en Ecuador, meer specifiek in de regio van de Madre de Dios en Ucayali rivieren, die zich bevinden bij de bron van de Amazone. Deze taal leidde tot de ontwikkeling van twee verschillende taalfamilies: Tupí-Guaraní, die naar het zuiden migreerden, en de Arawak-familie, die naar het noorden migreerde. Ongeveer 3500 v.o.j. ontstond de Proto-Arawak-taal in het Amazongebied en de noordelijke bronnen van het Río Negro-gebied. Tussen 3000 en 2000 v.o.j. migreerden de sprekers van de Proto-Arawak-taal langs de Río Negro. Ze voeren door het Casiquiarekanaal en daalden vervolgens af naar het Orinicoriviergebied. Deze migratie resulteerde in de opkomst van de Proto-Arawak-taal en de vorming van de Proto-Maipuran-taal. Ongeveer rond 1500 v.o.j. bereikten ze het gebied van de Midden-Orinoco, in de buurt van de Meta-rivier, en begonnen ze zich te diversifiëren in verschillende subgropen. Een van deze subgroepen was de Proto-Noordelijke subgroep, die met name relevant is omdat het de voorouderlijke subgroep is van de Caquetío. Deze subgroepen migreerden in verschillende richtingen vanuit de Midden-Orinoco. Sommigen trokken naar het westen via de Meta-rivier naar de Venezolaanse Andes en Colombia, waardoor uiteindelijk de Guajiro- en Paraujano-talen ontstonden. Anderen gingen stroomafwaarts verder op de Orinoco en breidden zich uit naar de Guiana's en de West-Indische eilanden, waarbij de Arawak-taal (ook bekend als Lokono) zich ontwikkelde in de Guiana's en de Igneri-taal, die zich ontwikkelde tot het Eiland-Caribisch, in de Kleine Antillen. De Proto-Noorderlingen, die zich vestigden in de Grote Antillen, ontwikkelden de † Taíno-taal. Rondom 500 v.o.j. splitste de Caquetío-taalgroep zich af van het Midden- naar het Boven-Orinoco-gebied, migreerde langs de Apure-rivier en naar het noordwesten van Venezuela. Uiteindelijk bereikten ze de eilanden Aruba, Bonaire, en Curaçao. Ondertussen ontwikkelden andere groepen zoals de Carib, Lokono, en Taíno zich door migraties vanuit de Orinoco naar het Caribisch gebied.

## Woordenschat
Noordwestelijk Venezuela was de thuisbasis van talrijke Arawakgemeenschappen langs de kust van de staat Falcón en het schiereiland Guajira. De Wayuu-mensen spreken Guajiro, terwijl de † Paraujano-taal, ooit gesproken door de Añú-mensen. Bij de komst van de Europeanen werd de veel gesproken Caquetío-taal dominant. Veel plaatsnamen (toponiemen) en persoonsnamen (antroponiemen) worden nog steeds gebruikt langs de kust van Falcón. Sommige toponiemen hebben ook overleefd op Aruba, Curaçao, en Bonaire. Caquetío werd niet alleen op de eilanden gesproken, maar ook langs de Venezolaanse kust, met name in de regio's van de rivieren Yaracuy, Portuguesa en Apure, die bekend staan als de staten Falcón en Lara. De taal raakte in de vergetelheid naarmate de bevolking van de inheemse Amerindiaan afnam tijdens de Spaanse bezetting van de eilanden. De invloed van de Caquetío op het Papiamento is beperkt, maar er zijn zeker enkele oorspronkelijke Caquetío-woorden in het Papiamento te vinden.
Deze inheemse namen komen vooral veel voor in specifieke regio's van Aruba. Een voorbeeld hiervan is Sasiriwichi, gelegen in het noordwestelijke punt van het eiland, in de buurt van de vuurtoren California. Daarnaast zijn de heuvelachtige gebieden in het oosten van Aruba, van Cashiunti, Huliba, Kiwarcu tot Coashiati/Jamanota, evenals het gebied langs de noordkust tussen Andicuri en Oranjestad, ook rijk aan Caquetío-toponiemen.
Een kenmerkend aspect is dat veel van deze Caquetío-woorden in het Papiamento betrekking hebben op de lokale flora en fauna. Deze termen zouden onbekend zijn geweest voor de Europese kolonisten en Afrikaanse slaven die in het gebied arriveerden.

## Fonologie
Woorden met "Shi" /Σi/ als voorvoegsel (/Σi/-), infix (-/Σi/-), en achtervoegsel (-/Σi/) worden vaak gevonden in oorspronkelijke Caquetío woorden. Kadushi, kadushi pushi, bushi zijn dichter bij de oorspronkelijke Caquetío woorden dan de gerelateerde vormen op het vasteland, kaduche, buche. Shimarucu is zeker origineler dan de vorm semaruco. Shuata en shiwata (voedselvergiftiging) zijn origineel en komen niet voort uit het Spaanse aciguatar.
/Σi/ lettergrepen komen ook voor in het Papiamento in woorden die zeker niet van Caquetío of zelfs Amerindiaanse oorsprong zijn. In het Portugees vinden we soms ook de letter <x> uitgesproken als /Σ/. Het Papiamento-woord lagadishi (hagedis) is waarschijnlijk afgeleid van het Portugese lagartixa of mogelijk van het Spaanse lagartija. In het Nederlands hebben we -sje en -tje, die in het Papiamento -shi of -chi kunnen worden, zoals debchi (dubbeltje) en cashi (kast) (in dit geval kan de Papiamento-vorm afgeleid zijn van het verkleinwoord kastje). Het frequente gebruik van /Σi/ lettergrepen in het Papiamento, in veel woorden die niet afkomstig zijn van Caquetío, zou heel goed een Caquetío -invloed kunnen zijn.
Woorden met het voorvoegsel gua- en namen van bomen di eindigen op -o in het Spaans kunnen Caquetío woorden zijn die onder invloed van het Spaans zijn veranderd. Het is opmerkend dat sommige van deze woorden in het Papiamento de oorspronkelijke /w/ klank behouden. De spaanse taal staat enorm bekend /w/ klank te vervangen door /gw/ (geschreven als <gu>), zoal geïllustreerd in de volgende voorbeelden:
Engels: winch, Spaans: guinche
Nahuatl: ahuacatl, Spaans: aguacate
Karaïbs: iwana, Eiland-Karaïbs: iuana, Spaans: iguana
Arabisch: Oed el Kebir, Spaans: Guadalquivir
Papiamento: watapana, wayaká, en watakeli, Spaans: guatapaná, guayacán, guatacare, guatacaro
In het Spaans zijn bomen meestal mannelijk, terwijl hun vruchten of andere producten vrouwelijk zijn. Bijvoorbeeld, el caobo (mahonieboom), en la caoba (mahoniehout). Daarom zal bij het verwijzen naar de boom guatacare, dit woord waarschijnlijk veranderen in guatacaro. Een vergelijkbare voorbeeld is shimaruku, dat verandert in cemaruco en semerúca. Het Papiamento woord -huri of -uri is zeer waarschijnlijk het equivalent van het vastelandse Caquetío -ure, wat "wortel" betekent. De planten hurihuri, karishuri en marihuri/manihuri hebben allemaal wortels die gebruikt worden voor medicinale doeleinden of als voedsel.
Bara betekent boom in het Caquetío en het zou veranderd kunnen zijn in bari (analoog aan Lokono: balli) of bari zou afgeleid kunnen zijn van bara + verkleinwword i, wat "kleine boom" betekent. In het geval van de kalabari, een grote boom, is deze verklaring niet geldig, maar het zou kunnen dat de oorspronkelijke vorm kalabara was en dat dit later veranderd is naar kalabari om overeen te komen met andere boomnamen die eindigen op -bari, en om de uitspraak te vergemakkelijken toen de oorspronkelijke betekenis van -bara verloren ging. Op een vergelijkbare manier zou de nam tarabara, een struik, afgeleid kunnen zijn van tarabari. Papiamento namen van planten die eindigen op -bana of -pana kunnen afgeleid zijn van Caquetío -bana of -pana, wat een blad of een platte, bladachtige structuur aangeeft in die taal.